# Daphne blagayana
Espèce
Classification phylogénétique
Daphne blagayana est une espèce de plante appartenant à la famille des Thymelaeaceae. On la rencontre en Albanie, en Bulgarie, dans les pays de l'ex-Yougoslavie, en Grèce et en Roumanie.